# NGC 4520
NGC 4520 este o galaxie lenticulară situată în constelația Fecioara. A fost descoperită în 23 martie 1789 de către William Herschel. Se află la o distanță de 107,15 megaparseci de Pământ.